# Armando Nannuzzi
Armando Nannuzzi, né le 21 septembre 1925 à Rome (Italie), où il est mort le 14 mai 2001, est un directeur de la photographie et réalisateur italien.

## Biographie
Armando Nannuzzi débute au cinéma comme cadreur et contribue ainsi à treize films italiens, de 1944 (Zazà de Renato Castellani) à 1955. Puis, de 1956 à 1998, il est chef opérateur d'environ quatre-vingt-dix films (majoritairement italiens, plus quelques films américains ou français, ainsi que des coproductions). De plus, il réalise deux films, sortis en 1976 (dont Allô... Madame, avec Ernest Borgnine et Françoise Fabian).
Comme directeur de la photographie, il assiste notamment les réalisateurs Mauro Bolognini (six films, dont Le Bel Antonio en 1960, avec Marcello Mastroianni), Luigi Comencini (neuf films, dont L'Incompris en 1966, avec Anthony Quayle), Édouard Molinaro (La Cage aux folles en 1978 et La Cage aux folles 2 en 1980, tous deux avec Michel Serrault et Ugo Tognazzi), Antonio Pietrangeli (cinq films, dont Adua et ses compagnes en 1960, avec Simone Signoret), ou encore Luchino Visconti (trois films, dont Sandra en 1965, avec Claudia Cardinale), entre autres.
En outre, il dirige les prises de vues de trois opéras, Cavalleria rusticana et Pagliacci (tous deux avec Plácido Domingo, filmés par Franco Zeffirelli et sortis en 1982), et La Bohème (1988, avec Barbara Hendricks), filmée par Luigi Comencini.
Pour la télévision, Armando Nannuzzi est chef opérateur sur quatre mini-séries, dont Les Aventures de Pinocchio (1972, avec Nino Manfredi) de Luigi Comencini et Jésus de Nazareth (1977, avec Robert Powell) de Franco Zeffirelli.
Durant sa carrière, il obtient une nomination au British Academy Film Award de la meilleure photographie (pour Waterloo, sorti en 1970) et une autre, dans la même catégorie, au British Academy Television Award (pour Les Aventures de Pinocchio). Par ailleurs, il gagne cinq fois le Ruban d'argent de la meilleure photographie (dont un pour Ludwig ou le Crépuscule des dieux de Luchino Visconti, sorti en 1972).

## Filmographie

### Au cinéma
Comme cadreur (sélection)
- 1944 : Zazà de Renato Castellani
- 1948 : Sous le soleil de Rome (Sotto il sole di Roma) de Renato Castellani
- 1949 : Fuite en France (Fuga in Francia) de Mario Soldati
- 1949 : Exodus (Il grido della terra) de Duilio Coletti
- 1952 : Deux Sous d'espoir (Due soldi di speranza) de Renato Castellani
- 1953 : Le Marchand de Venise de Pierre Billon
- 1953 : Fille d'amour (Traviata '53) de Vittorio Cottafavi
- 1953 : Pain, Amour et Fantaisie (Pane, amore e fantasia) de Luigi Comencini
- 1954 : Le Prince au masque rouge (Il cavaliere di Maison Rouge) de Vittorio Cottafavi
- 1954 : Repris de justice (Avanzi di galera) de Vittorio Cottafavi
- 1955 : La Belle de Rome (La bella di Roma) de Luigi Comencini

Comme directeur de la photographie (sélection)
- 1956 : Lo svitato de Carlo Lizzani
- 1956 : La Femme du jour (La donna del giorno) de Francesco Maselli
- 1957 : Tu es mon fils (La finestra sul Luna Park) de Luigi Comencini
- 1957 : Maris en liberté (Mariti in città) de Luigi Comencini
- 1958 : Les Jeunes Maris (Giovanni mariti) de Mauro Bolognini
- 1958 : Épouses dangereuses (Mogli pericolose) de Luigi Comencini
- 1958 : Trois Étrangères à Rome (Tre straniere a Roma) de Claudio Gora
- 1959 : Papa est amoureux (Tutti innamorati) de Giuseppe Orlandini et Franco Rossi
- 1959 : Les Garçons (La notte brava) de Mauro Bolognini
- 1960 : Adua et ses compagnes (Adua e le compagne) d'Antonio Pietrangeli
- 1960 : Le Séducteur (Il peccato degli anni verdi), de Leopoldo Trieste
- 1960 : Le Bel Antonio (Il bell'Antonio) de Mauro Bolognini
- 1961 : Il brigante de Renato Castellani
- 1962 : Mafioso d'Alberto Lattuada
- 1962 : Boccace 70 (Boccacio '70), film à sketches, segment Renzo et Luciana (Renzo e Luciana) de Mario Monicelli
- 1962 : Quand la chair succombe (Senilità) de Mauro Bolognini
- 1963 : Il boom de Vittorio De Sica
- 1963 : La Fille de Parme (La parmigiana) d'Antonio Pietrangeli
- 1963 : Annonces matrimoniales (La visita) d'Antonio Pietrangeli
- 1964 : La Rancune (The Visit) de Bernhard Wicki
- 1964 : Le Cocu magnifique (Il magnifico cornuto) d'Antonio Pietrangeli
- 1965 : Don Camillo en Russie (Il compagno don Camillo) de Luigi Comencini
- 1965 : Sandra (Vaghe stelle dell'Orsa) de Luchino Visconti
- 1965 : Une fille qui mène une vie de garçon ou Le Partage de Catherine (La bugiarda) de Luigi Comencini
- 1965 : Je la connaissais bien (Io la conoscevo bene) d'Antonio Pietrangeli
- 1966 : L'Amant fantôme (La ragazza del bersagliere) d'Alessandro Blasetti
- 1966 : L'Incompris (Incompreso) de Luigi Comencini
- 1966 : Play-Boy Party (L'ombrellone) de Dino Risi
- 1966 : La CIA mène la danse (Il grande colpo di sette uomini d'oro) de Marco Vicario (seconde équipe)
- 1966 : Lutring... réveille-toi et meurs (Svegliati e uccidi) de Carlo Lizzani
- 1967 : Jeux d'adultes (Il padre di famiglia) de Nanni Loy
- 1968 : Les Russes ne boiront pas de Coca-Cola (Italian Secret Service) de Luigi Comencini
- 1969 : Porcherie (Porcile) de Pier Paolo Pasolini
- 1969 : Ce merveilleux automne (Un bellissimo novembre) de Mauro Bolognini
- 1969 : Les Damnés (La caduta degli dei) de Luchino Visconti
- 1970 : Waterloo de Sergueï Bondartchouk
- 1971 : Miracle à l'italienne (Per grazia ricevuta) de Nino Manfredi
- 1972 : Ludwig : Le Crépuscule des dieux (Ludwig) de Luchino Visconti
- 1973 : Chino (Valdez, il mezzosangue) de John Sturges et Duilio Coletti
- 1973 : Io e lui de Luciano Salce
- 1973 : Mon nom est Personne (Il mio nome è Nessuno) de Tonino Valerii et Sergio Leone
- 1974 : Milarépa de Liliana Cavani
- 1976 : La Fiancée de l'évêque (Quelle strane occasioni), film à sketches, segment Il cavalluccio svedese de Luigi Magni
- 1977 : Au-delà du bien et du mal (Al di là del bene e del male) de Liliana Cavani
- 1977 : Black Journal (Gran bollito) de Mauro Bolognini
- 1977 : Mœurs cachées de la bourgeoisie (Rittrato di borghesia in nero) de Tonino Cervi
- 1978 : La Cage aux folles d'Édouard Molinaro
- 1978 : La Raison d'État d'André Cayatte
- 1979 : Les Monstresses (Letti selvaggi) de Luigi Zampa
- 1979 : Le Malade imaginaire (Il malato immaginario) de Tonino Cervi
- 1980 : La Cage aux folles 2 d'Édouard Molinaro
- 1980 : Le Coucou (Il lupo e l'agnello) de Francesco Massaro
- 1981 : La Peau (La pelle) de Liliana Cavani
- 1982 : Pagliacci de Franco Zeffirelli
- 1982 : La Nuit de Varennes d'Ettore Scola
- 1982 : Cavalleria rusticana de Franco Zeffirelli
- 1983 : Sahara d'Andrew V. McLaglen
- 1984 : Pianoforte de Francesca Comencini
- 1984 : Le Bon Roi Dagobert de Dino Risi
- 1985 : Peur bleue (Silver Bullet) de Daniel Attias
- 1985 : Liberté, Égalité, Choucroute de Jean Yanne
- 1986 : Maximum Overdrive de Stephen King
- 1987 : Contrôle (Il giorno prima) de Giuliano Montaldo
- 1987 : Les Lunettes d'or (Gli occhiali d'oro) de Giuliano Montaldo
- 1988 : La Bohème de Luigi Comencini
- 1989 : Joyeux Noël, bonne année (Buon Natale... Buon anno) de Luigi Comencini
- 1989 : Dodici registi per dodici città, documentaire à sketches, segments Torino de Mario Soldati et Verona de Mario Monicelli
- 1990 : La Résurrection de Frankenstein (Frankenstein Unbound) de Roger Corman
- 1990 : L'Avare (L'Avaro) de Tonino Cervi
- 1992 : Assolto per aver commesso il fatto d'Alberto Sordi
- 1993 : Sans pouvoir le dire (Dove siete ? Io sono qui) de Liliana Cavani
- 1994 : Nestore, l'ultima corsa d'Alberto Sordi
- 1998 : Incontri proibiti d'Alberto Sordi

Comme réalisateur (intégrale)
- 1976 : Allô... Madame (Natale in casa d'appuntamento)
- 1976 : L'albero delle foglie rosa

### À la télévision (intégrale)
Mini-séries
- 1972 : Les Aventures de Pinocchio (Le avventure di Pinocchio) de Luigi Comencini
- 1977 : Jésus de Nazareth (Jesus of Nazareth) de Franco Zeffirelli
- 1981 : Les tigres sont lâchés (Seggull Island) de Nestore Ungaro
- 1985 : La Chute de Mussolini (Mussolini and I) d'Alberto Negrin

## Récompenses et distinctions

### Récompenses
- Ruban d'argent de la meilleure photographie :
  - En 1959, catégorie noir et blanc, pour Les Jeunes Maris ;
  - En 1966, catégorie noir et blanc, pour Sandra ;
  - En 1968, catégorie couleur, pour L'Incompris ;
  - En 1974, pour Ludwig ou le Crépuscule des dieux ;
  - Et en 1978, pour Jésus de Nazareth.

### Nominations
- 1971 : British Academy Film Award de la meilleure photographie, pour Waterloo ;
- 1977 : British Academy Television Award de la meilleure photographie, pour Jésus de Nazareth.